# Теория языковой биопрограммы
Теория языковой биопрограммы или гипотеза языковой биопрограммы (LBH) —  теория (гипотеза), утверждающая, что структурные сходства между различными креольскими языками не могут быть приписаны исключительно их суперстратным и субстратным языкам. Как сформулировал главным образом  Дерек Бикертон, креолизация происходит, когда языковое воздействие детей в сообществе состоит исключительно из крайне неструктурированного пиджина; эти дети используют свои врожденные языковые способности для преобразования пиджина, который характеризуется высокой синтаксической вариативностью,  в язык с высокоструктурированной грамматикой. Поскольку эта способность универсальна, грамматики этих новых языков имеют много общего.

## Синтаксические сходства
Сравнивая гавайский креольский, гаитянский креольский и срананский, Бикертон выделил двенадцать особенностей, которые, по его мнению, являются неотъемлемой частью любого креольского языкаBickerton (1984):
- Структура предложения: порядок слов подлежащее-сказуемое-дополнение с аналогичными механизмами использования порядка слов для фокусировки на одном из этих компонентов.
- Артикли: определенный артикль применяется к конкретной и идентифицированной именной группе, неопределенный артикль применяется к конкретной и вновь утвержденной именной группе, и ноль для неспецифической именной группы.
- Спряжение глаголов по принципу ТМА (время-вид-наклонение)
- различие реализованных и нереализованных дополнений
- релятивизация и предметное копирование
- отрицание
- экзистенциальный и притяжательный
- связка
- прилагательные как глаголы
- вопросы
- вопросительные слова
- пассивные эквиваленты

Проанализировав эти особенности, он предположил, что способен хотя бы частично охарактеризовать свойства врожденной грамматики. В своей книге «LBH» Бикертон очень точно определил, что он считает креольским: язык, возникший из предшествующего пиджина, не существовавшего более одного поколения, и среди населения, где не более 20% говорили на доминирующем языке, а остальные 80% были лингвистически разнообразными. 
Бикертон подчеркивает вклад детей в развитие креольского языка и скоротечный характер этого процесса. Например, в Bickerton (1983) он показывает неграмматические высказывания, сделанные англоговорящими детьми в возрасте от двух до четырех лет, и утверждает, что они очень похожи на идеально грамматические предложения креольских языков, основанных на английском языке.
Thomason & Kaufman (1988) возражает, что такой упор на детский вклад предполагает наличие двух лингвистических сообществ. При этом намного проще предположить, что две группы образуют одну языковую общность и  что обе эти группывносят вклад в формирование возникающего креольского языка.
Также Singler (1986) указывает на то, что на плантациях, где возникал креольский язык, было мало детей, что было вызвано малым количеством женщин и высокой детской смертностью. 
Однако, по мнению Mühlhäusler (1986), различия между речью детей и взрослых в Ток Писине настолько велики, что общение резко затрудняется.

## Вербальная система
Спряжение глаголов обычно близко к идеальной схеме «время-модальность-вид». В этой системе отсутствие или присутствие вспомогательных глаголов указывает на время (одновременное или предшествующее), модальность (realis или irrealis ) и аспект (punctual или progressive), а когда они присутствуют, эти вспомогательные глаголы встречаются в этом порядке и обычно основаны на схожем значении. слова на языке пиджин или языке-суперстрате. Таким образом, предшествующее время может обозначаться такими словами, как bin на креольском языке, основанном на английском языке (от could be ), или té на креольском языке, основанном на французском языке (от été ), будущее или сослагательное наклонение может обозначаться с помощью go (от английского go ) или al  (от французского aller ).
По мнению известного лингвиста Стивена Пинкера, универсальные механизмы, лежащие в основе всех языков предполагают, что говорящие на разных языках имеют много общего с точки зрения устройства мозга.

## Теория креольских прототипов
Джон Маквортер внес в LBH свою теорию креольских прототипов, в которой утверждается, что креольские языки обладают некоторыми особенностями, которые можно использовать, чтобы отличить их от других языков, не обращаясь к социально-историческому аспекту. По словам McWhorter (1992),  креольские языки гораздо реже, чем другие языки:
1. используют грамматическую флексию посредством аффиксации,
2. развивают словообразовательные аффиксы или
3. используют тон для обозначения лексических различий или в качестве грамматических маркеров.

Эти особенности не проявляются в креольских языках, которые являются относительно молодыми, но могут появиться в их грамматиках позже, после того, как языки изменились. Маквортер утверждает не то, что все креольские языки являются идеальными примерами прототипа, а то, что они демонстрируют различную степень соответствия прототипу.

## Предлагаемое эмпирическое исследование
В 1976 году Бикертон предложил эмпирическую проверку своей теории, которая заключалась в том, чтобы на три года поместить семьи, говорящие на непонятных друг другу языках, на ранее необитаемый остров. Федеральное финансирование для теста было получено, но эксперимент был отменен из-за опасений, что информированное согласие не может быть получено, учитывая широту неизвестных возможных опасностей участия.

## Критика
Некоторые аспекты LBH вызвали критику. Siegel (2007) оспаривает некоторые утверждения Бикертона о гавайском креольском языке, утверждая, что языковой вклад детей  произошел от расширенного пиджина, а не от рудиментарного. Сигел также утверждает, что особенности гавайского креольского языка не так уж похожи на особенности других креольских языков и что языки-основы (особенно кантонский и португальский ) были важным источником грамматических особенностей. Сигел также подчеркивает, что гавайский креольский язык возник на протяжении двух поколений, а не одного.
Другая проблема, поднятая Mufwene (1986), заключается в том, что если одна и та же биопрограмма была отправной точкой всех креольских языков, то необходимо объяснить различия между ними и языковое разнообразие в целом, поскольку биопрограмма должна быть универсальной.